# 別所川 (長野県)

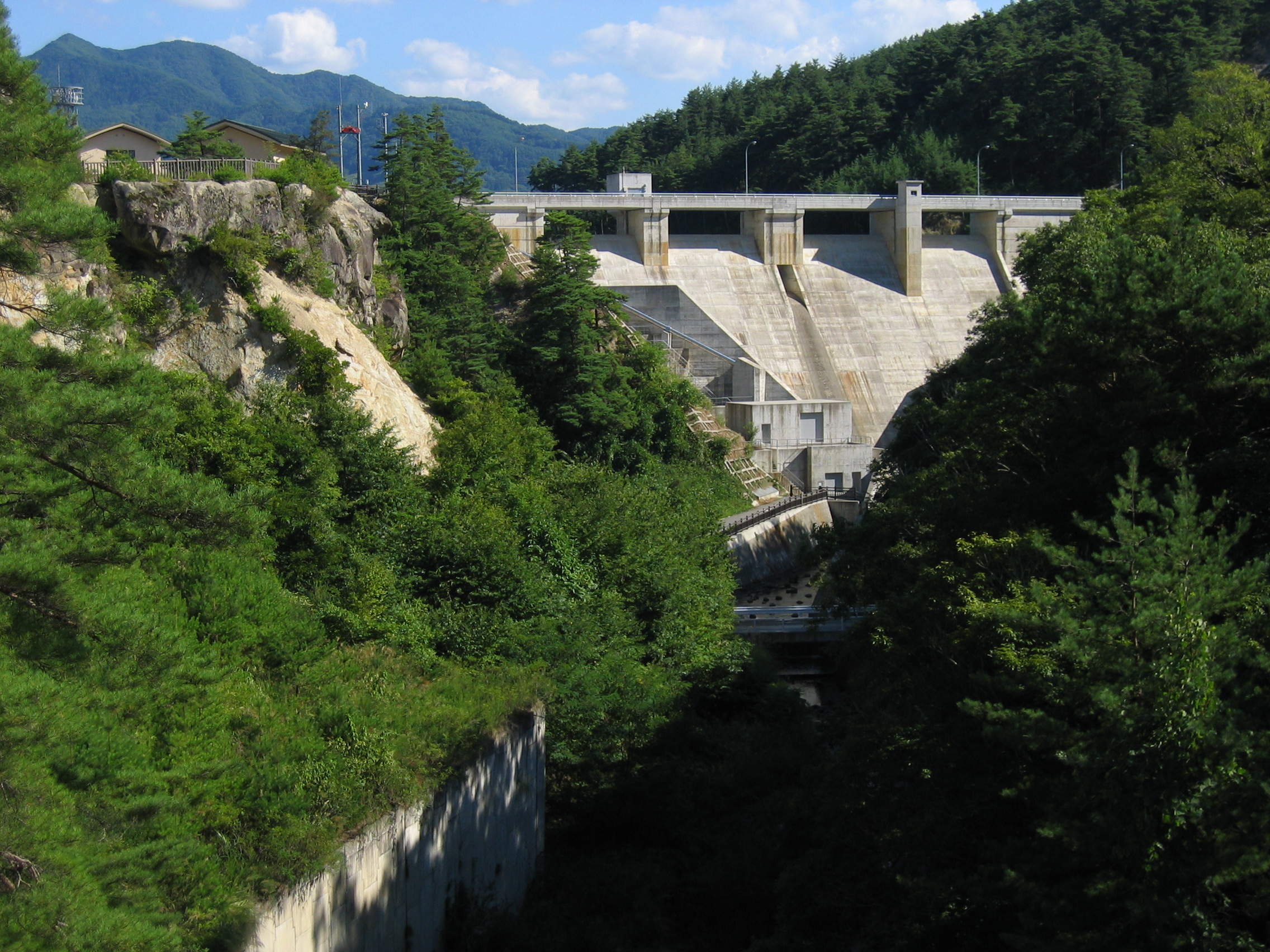
小仁熊ダム（小仁熊川）

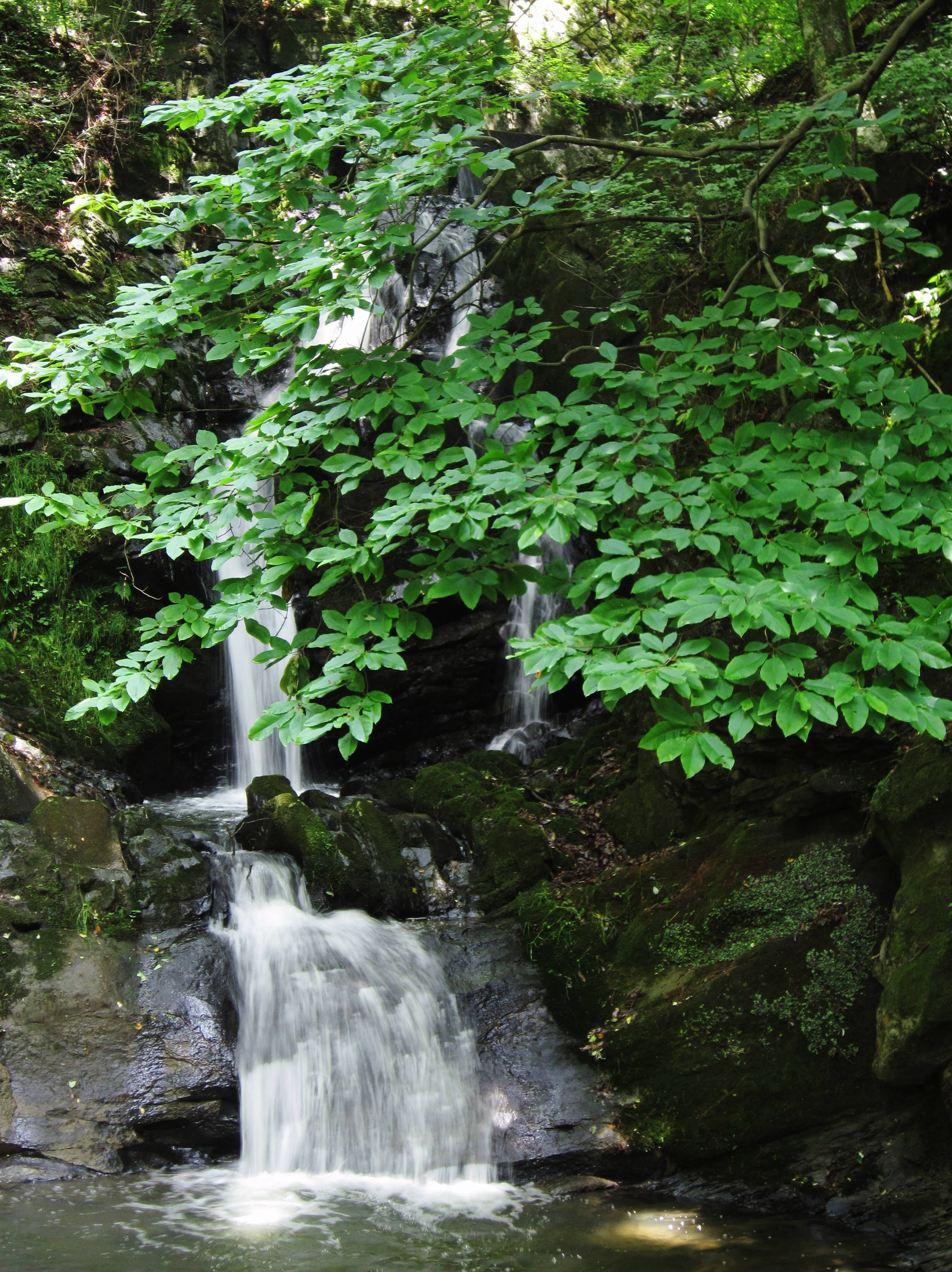
大滝

別所川（べっしょがわ）は、長野県東筑摩郡筑北村を流れる川で、信濃川水系の一級河川。

## 概要
筑北村と松本市との境にそびえる虚空蔵山を水源とし、その北方にある筑北村乱橋が別所川の上流端である。乱橋にて乱橋川と大門川が合流して別所川となり、筑北村村内を北へと流れてゆく。途中にある大滝を過ぎると、支流の砥石沢・伊切沢・池塔川・菖蒲沢・小仁熊川・寺沢を合わせ、麻績川へ合流する。長さは12キロメートル余りで、川幅は狭く、激しく蛇行する流路形状を見せている。
大滝から砥石沢合流点までの間は、山の隆起と川の侵食がもたらす下刻によって深いV字谷を形成する。砥石沢には別所川へ合流する手前に湯仏の滝があり、これより上流は滝上峡と呼ばれる名勝となっている。伊切沢合流点から下流は別所川に沿って狭い沖積平野が見られ、河岸段丘も少数だが見られる。
支流の小仁熊川には小仁熊ダムが建設されている。小仁熊ダムは、高さ36.5メートルの重力式コンクリートダムで、洪水調節・不特定利水・上水道を目的とする、長野県営の多目的ダムである。小仁熊川は長さ6キロメートルの川で、ダム建設に適した峡谷状の地形を形成する。大洞山（標高1,315.9メートル）北西の尾根（標高1,182メートル）に端を発した八木沢が、筑北村小仁熊上にて木合沢を合わせて小仁熊川となり、別所川ほどではないが蛇行して流れてゆく。河岸段丘は小規模ながら見られる。
別所川と同じく筑北村を流れる東条川とは河川争奪の歴史がある。もともと別所川や小仁熊川の上流部である乱橋川・大門川・八木沢・木合沢の4河川は東条川の支流であったが、小仁熊川が南へと延びてゆき、前述の4河川を我がものとした。その後、別所川が延びてゆき、乱橋川・大門川を奪い、現在に至ったと考えられている。

## 流域の景勝地
大滝
「おたき」と読む。『本城村誌』では不動滝・御不動滝とも表記されている。
JR篠ノ井線・西条駅から西の矢越トンネルに至る道から別所川沿いの道が分かれており、これを進むと大滝に至る。付近には篠ノ井線旧線の旧小仁熊トンネル西側出口がある。
滝口から折れ曲がりながら約9メートル落水し、さらに約4メートル落水する。上の滝と下の滝とは地質が異なり、上の滝はひん岩、下の滝は砂岩の上に厚さ1メートルの砂質泥岩が載ったものとなっている。ひん岩はマグマが冷えてできた硬い岩であるのに対し、砂岩や砂質泥岩は比較的軟らかく、本来であれば滝を造る造瀑層には適していない。しかし、当地の場合は上に流れ込んだ高温のマグマに接触することで熱変成が起こり、マグマに含まれるケイ酸分も加わって硬く変質したとされ、岩の硬さに加え流れる水の量が少ないこともあって、滝は長く存続するものと見られている。
湯仏の滝・滝上峡
砥石沢に懸かる湯仏の滝は、砥石沢が別所川へ合流する100メートルほど手前に位置する。滝上峡はこの滝の上流に位置する峡谷であり、それが滝上峡の名の由来ではないかとの説が『本城村誌』で示されている。
滝口から水が二手に分かれており、向かって左側の滝は10メートルの落差を落ち、対して右側の滝はいったん4メートル下にある長さ2メートル・幅1.1メートルの甌穴（ポットホール）に落ちたあと、さらに落水する二段滝となっている。傾斜する岩の上を水が滑り落ちる形状をしている。